# Interplanetary Criminal
Interplanetary Criminal (né en 1993 à Manchester) est un musicien britannique.

## Biographie
Interplanetary Criminal naît à Manchester, où il grandit. Il y fréquente également le collège et l'université de Manchester. En 2012, parallèlement à ses études, il commence à travailler comme producteur et DJ. D'abord enraciné dans la scène garage house et lo-fi de sa ville natale, il déménage à Leeds à cette époque. C'est là qu'il commence à travailler avec un émulateur de bande et qu'il sort ses premiers breaks sombres et un style plutôt sombre inspiré de Mall Grab, DJ Seinfeld et DJ Boring.
En 2016, il retourne s'installer à Manchester. Une série de morceaux sortent sur SoundCloud avant qu'il ne publie son premier EP sur Dansu Discs en 2017. D'autres EP et singles suivent, notamment sur le célèbre label indépendant Shall Not Fade et son sous-label Timeisnow. En 2019, il fonde son propre label ATW en collaboration avec le DJ danois Main Phase. En tant que DJ, il joue notamment au Warehouse Project et à Parklife.
La grande percée a lieu en 2022, lorsqu'il envoie à Eliza Rose la chanson B.O.T.A. (Baddest of Them All). Il y écrit des paroles inspirées de l'interprétation de Pam Grier dans le film Coffy, la panthère noire de Harlem (1973). La chanson devient première des hit-parades britanniques. Au total, il s'agit du premier hit numéro un d'une femme DJ depuis plus de 20 ans.

## Discographie

### EP
- 2017 : Intergalactic Jack (E-Beamz)
- 2017 : Out of Body (Kalahari Oyster Cult)
- 2018 : Confused (Dansu Discs)
- 2019 : Sleepwalker (Sneaker Social Club)
- 2019 : Move Tools (Banoffee Pies)
- 2020 : Nobody (Timeisnow)
- 2020 : Darkside (Timeisnow)
- 2020 : Warehouse Romance (Warehouse Rave)
- 2021 : In My Arms (Timeisnow)
- 2021 : Dangerous (Instinct)
- 2021 : Ruff (avec DJ Cosworth) (Timeisnow)
- 2022 : Atw002 (avec Main Phase)

### Singles
- 2019 : Mind Games
- 2020 : The Way
- 2020 : Amazon Prime (Jungle)
- 2020 : Crazy (Manchester Crew)
- 2020 : Loss of Self Identity
- 2020 : Machine Learning (Interplanetary Criminal Remix) (avec DJ Haus)
- 2021 : Talboat Road
- 2021 : Wicked Ya No (Interplanetary Criminal Remix) (avec Tower Block Dreams)
- 2021 : In My Arms
- 2021 : Let Loose
- 2021 : Momofuku
- 2021 : Higher (avec Groovy D & Anna Straker)
- 2021 : Renegade (Interplanetary Criminal Remix) (avec Farsight)
- 2021 : Trust Me (mit DJ Cosworth)
- 2021 : Ruff (Hyper Remix) (mit DJ Cosworth)
- 2021 : Starbeam (Interplanetary Criminal Remix) (avec M4A4)
- 2021 : That Got Dark (Interplanetary Criminal Remix) (avec Bluetoof)
- 2022 : Why
- 2022 : Nah Tek It (Interplanetary Criminal Remix) (avec Sherrie B)
- 2022 : B.O.T.A. (Baddest of Them All) (avec Eliza Rose) (1re place au Royaume-Uni[3], 36e place en Allemagne[4], 45e place en Suisse[5], 68e place en Autriche[6]) (2x Platine[7])